# Římskokatolická farnost Želeč
Římskokatolická farnost Želeč (lat. Seltschium) je církevní správní jednotka sdružující římské katolíky na území vesnice Želeč a v jejím okolí. Organizačně spadá do lounského vikariátu, který je jedním z 10 vikariátů litoměřické diecéze. Centrem farnosti je kostel svatého Mikuláše v Želči.

## Historie farnosti
Již před rokem 1360 byla v místě plebánie, která zanikla za husitských válek. Farnost byla kanonicky obnovena roku 1622. Matriky jsou v místě vedeny od roku 1685.

### Duchovní správcové vedoucí farnost
Začátek působnosti jmenovaného v duchovní správě farnosti od:
- Nicolaus, † 1360
- 1360 Vyšemír, † 1362
- 9. 12. 1362 Přibyslav
- Henricus
- 1370 Joannes z Nečedic
- 10. 2. 1371 Joannes z Vroutku
- 1401 Jacobus z Rokycan
- 1408 Joannes z Soběchleb
- Wenceslaus z Vroutku
- 1412 Joannes z Podbořan
- Joannes z Vel. Černoce
- 1413 Wenceslaus z Vroutku
- Rudolf Zollitsch, psáno též Zollitz (kanovník a farář)
- Johann Eidelborn, † 30. dubna 1694
- Johann Ignaz Eggermann, psáno též Johann Ignác Egermann
- 1700 – 1729 Salomon Josef Roscher (zavražděn zlodějem: 2. března 1729 o půlnoci byl na faře ve své komnatě nalezen mrtvý farář Roscher s mnohačetnými bodnými ranami „od party mordýřů a vrahů“. Farář byl nalezen pod svoji postelí a fara byla vyloupena. Zemřel ve věku 65 let a v Želči působil 28 let. Pátého dne měsíce března 1729 bylo tělo za doprovodu osmi kněží odneseno do kostela sv. Mikuláše, kde bylo za velkého smutku pohřbeno.)
- 1729 – 1734 Johann Wilhelm Stadlmann, psáno též Stadelmann
- 1734 – 2. 3. 1741 Franz Wanzemann, psáno též Wanzelmann
- 1741 – 1753 Johann Eugen Hammerschmid (rezignoval)
- 1753 – 24. 6. 1800 Franz Gertler († 24. června 1800 v jedenáct hodin dopoledne. Předtím byl již velmi nemocný a ještě 12. června vedl mši. Zemřel ve věku 77 let. V Želči působil necelých 52 let.)
- 23. 8. 1800 – 1829 Josef Wolf (n. 17. 1. 1759 Pontens., o. 13. 7. 1788; do Želče přišel 23. srpna 1800 jako teplický kaplan a 12. října téhož roku je ustanoven jako farář v Želči. Roku 1829 odešel do penze jako sedmdesátiletý a bydlel v domě barona Zessnera v Dobříčanech. † v penzi 22. dubna 1831 v Dobříčanech.)
- 1829 par. vacat
- 1829 – 1874 Josef Schmelzer; n. 13. 4. 1794 Stachlens. o. 24. 8. 1819, † 29. 6. 1874; děkan a biskupský notář (Přišel do Želče z Libořic, kde byl jako kaplan. Farář byl velice oblíbený u vrchnosti a hned po svém nástupu renovoval kostel sv. Mikuláše.)
- 1874 par. vacat, admin. int. Wenc. Starach
- 1875 – 1885 Robert Scholz, n. 17. 11. 1826 Blottendorf, o. 25. 7. 1850, † 17. 8. 1885 v Želči po desetiletém působení ve věku 59 let
- 1886 Anton Lippert, n. 4. 3. 1849 Saaz, o. 19. 7. 1873; (děkan a biskupský vikář),[3] † 14. 3. 1920 v Želči po nemoci, která trvala 6 měsíců – onemocnění jater, ve věku 72 let. 17. března 1920 bylo smuteční rozloučení v Želči a následně bylo tělo převezeno do Žatce, kde byl pohřben na hřbitově. Pohřbu se zúčastnilo v Želči 10 a v Žatci 22 duchovních. V Želči působil 35 let.
- 6. 10. 1920 Stefan Davídek, n. 26. 12. 1868 Dobrovice, o. 2. 7. 1893, odchod do penze 15. 4. 1928, † 14. 2. 1942, farář
- 1. 11. 1928 Richard Richter, n. 5. 5. 1879 Wegstädtl, o. 13. 7. 1902, před začátkem II. světové války emigroval do Austrálie
- 1937 par. vacat admin. excurr. Franc. Albrecht
- 1938 Peter Bioly, n. 31. 1. 1879 Trockenfeld. (Sil.), o. 29. 6. 1908, † 4. 5. 1942 (nebo † 6. 7. 1942) Dachau[4]
- 1944 par. vacat, admin exc. Franc. Jülka
- 1. 10. 1947 Albert Práza
- 1. 11. 1957 Josef Alois Peterka O.Praem.
- 1. 11. 1990 Jaroslav Saller CSsR
- 24. 10. 1996 Libor Švorčík
- 1. 8. 1998 Augustin Josef Špaček O.Praem.
- 1. 3. 2000 Ivan Marek Zálehla O.Praem.
- 1. 9. 2001 Vilém Marek Štěpán, O.Praem., admin. exc.[5]

Kromě kněží stojících v čele farnosti, působili ve farnosti v průběhu její historie i jiní kněží. Většinou pracovali jako farní vikáři, kaplani, katecheté, výpomocní duchovní aj.

## Území farnosti
Do farnosti náleží území obce:
- Želeč (Seltsch)[p 2]

## Římskokatolické sakrální stavby na území farnosti
| | Fotografie | Stavba              | Místo  | Bohoslužby                      | Zeměpisné souřadnice             | Status       | Číslo kulturní památky           |
| Kostel | Kostel     | Kostel              | Kostel | Kostel                          | Kostel                           | Kostel       | Kostel                           |
| --- | ---------- | ------------------- | ------ | ------------------------------- | -------------------------------- | ------------ | -------------------------------- |
| 1. |            | Kostel sv. Mikuláše | Želeč  | bližší informace o bohoslužbách | 50°14′17″ s. š., 13°33′23″ v. d. | farní kostel | 43359/5-1510 (Pk•MIS•Sez•Obr•WD) |
| Některé drobné sakrální stavby a pamětihodnosti lze dohledat zde v databázi Drobné sakrální památky Zaniklé sakrální stavby lze dohledat zde v databázi Poškozené a zničené kostely, kaple a synagogy v České republice |            |                     |        |                                 |                                  |              |                                  |

Ve farnosti se mohou nacházet i další drobné sakrální stavby, místa římskokatolického kultu a pamětihodnosti, které neobsahuje tato tabulka.

## Příslušnost k farnímu obvodu
Z důvodu efektivity duchovní správy byl vytvořen farní obvod (kolatura) farnosti Liběšice u Žatce, jehož součástí je i farnost Želeč, která je tak spravována excurrendo.